# Diecéze hamhŭngská
Diecéze hamhŭngská (lat. Dioecesis Hameungensis, korejsky 함흥 교구) je severokorejská římskokatolická diecéze. Sídlo biskupství i původní katedrála se nachází v Hamhŭngu, veškerá činnost je ale znemožněna ze strany vlády Severní Koreje. Hamhŭngská diecéze je sufragánem soulské arcidiecéze. Diecéze je spravována apoštolským administrátorem, kvůli nemožnosti dosazení sídelního biskupa.
Od roku 2010 je apoštolským administrátorem Mons. Luke Kim Woon-hoe, biskup čchunčchonský.

## Historie
Apoštolský vikaritát ve Wonsanu byl zřízen 5. srpna 1920; 12. lednu 1940 došlo k jeho přejmenování na Kanko o Hamheung. K další změně názvu došlo 12. června 1950 (apoštolský vikariát Hamheung). K povýšení vikariátu na diecézi došlo 10. března 1962, spolu se změnou názvu na diecéze hamhŭngská.
V roce 1949 bylo na příkaz Kim Ir-sena 166 diecézních kněží uneseno a deportováno do koncentračních táborů, kde byli umučeni. Diecéze neměla k dispozici žádné kněze, ani biskupa, protože Mons. Bonifatius Sauer, OSB, který zastával také funkci biskupa-opata v sousedním územním opatství Tŏkwon, a působil také jako apoštolský vikář diecéze, byl komunisty uvězněn a následky věznění zemřel 7. února 1950. V roce 1962 byl ustanoven apoštolským administrátorem hamhŭngské diecéze švýcarský kněz Mons. Timotheus Bitterli, OSB a současně také administrátorem Tŏkwonského opatství. Na svou pozici rezignoval k 22. květnu 1981. Od roku 2010 je apoštolským administrátorem Mons. Luke Kim Woon-hoe, biskup čchunčchonský.

## Činnost
Od roku 1949 je kvůli perzekuci ze strany severokorejského režimu znemožněna činnost diecéze (resp. jakákoli náboženská činnost je potlačována a perzekvována).